# 井上治代
井上 治代（いのうえ はるよ、昭和25年（1950年）11月 - ）は、日本のライフスタイル思想家、ノンフィクション作家、社会学者。元東洋大学ライフデザイン学部教授。認定NPO法人エンディングセンター理事長。専門は家族関係、葬送、お墓、ジェンダー論、死生学。エンディングノートの産みの親。

## 略歴

### 学歴
昭和25年（1950年）、東京都に生まれる。二松學舍大学文学部国文学科卒業。東洋大学大学院社会学研究科博士課程前期課程修了。2001年、淑徳大学大学院社会学研究科博士後期課程修了。「家族変動と先祖祭祀の変容 - 墓祭祀を中心に分析 - 」で博士 (社会学)（甲種、淑徳大学）。

### 職歴
広告代理店、編集プロダクション勤務の後、フリーランスになる。ノンフィクション作家として単行本・新聞・雑誌を媒体に執筆・評論活動を続けるとともに、大学で社会学やジェンダー論を教える。
2006年から2009年まで東洋大学ライフデザイン学部助教授のち准教授、2010年より同教授を務めた。2024年現在は同大現代社会総合研究所の客員研究員を務める。

### エンディングセンター
1990年（平成2年）に死と葬送に関する市民団体「21世紀の血縁と墓を考える会」を発足させ、2000年（平成12年）に代表として同会を発展解消してエンディングセンターとした。2024年現在は、理事長として会員制の樹木葬墓地や死後事務委任を推進、同じお墓に入る墓友（はかとも）を奨励している。
墓友
同法人の運営する合葬墓の利用者、及び、その交友関係、仲間意識に対しての呼び方

。
墓友を題材にしたテレビドラマなどもあり、世にも奇妙な物語 2014年 春の特別編「墓友」（2014年4月5日放送、フジテレビ、監督：松木創）、相棒 season15 第6話　「嘘吐き」などが制作された。

## 著作リスト

### 博士論文
- 「家族変動と先祖祭祀の変容 - 墓祭祀を中心に分析 - 」（博士 (社会学)、甲種、淑徳大学、2001年）。
→ 『墓と家族の変容』（岩波書店、2003年）

### 単著
- 『女の「姓」を返して』（創元社、1986年）
- 『高齢出産 - 働く女の産み時期 - 』（創元社、1988年）
- 『現代お墓事情 - ゆれる家族の中で - 』（創元社、1990年）
- 『いま葬儀・お墓が変わる』（三省堂、1993年）
- 『素敵な死にじたく - いつか夫も子供も去っていく…その後の生き方アドバイス - 』（ベストセラーズ、1995年）
- 『最期まで自分らしく』（毎日新聞社、2000年）
- 『墓をめぐる家族論 - 誰と入るか、誰が守るか - 』（平凡社新書、2000年）
- 『ゆいごん練習帳』（ポプラ社、2004年）
- 『子の世話にならずに死にたい - 変貌する親子関係 - 』（講談社現代新書、2005年）
- 『より良く死ぬ日のために』（理論社、2010年→イースト・プレス、2012年）
- 『桜葬 - 桜の下で眠りたい - 』（エンディングセンター、2012年）

### 編著
- 『新・遺言ノート : 「遺言ノート」をじょうずに書くために』（ベストセラーズ、1996年→2002年） － エンディングノートの嚆矢とされる[9]。

### 共編
- 『樹木葬を知る本 - 花の下で眠りたい - 』（千坂嵃峰と、三省堂、2003年）

### 論文
- CiNii>井上治代

## 科研費
- KAKEN>井上治代

## 出演
ラジオ
- ラジオ深夜便「わたし終いの極意」（NHKラジオ第一、2018年7月17・18日）[10][11]